# Japan Cup 2014
De 23e editie van de wielerwedstrijd Japan Cup werd gehouden op 19 oktober 2014. De wedstrijd startte en eindigde in Utsunomiya. De wedstrijd maakte deel uit van de UCI Asia Tour 2014, in de categorie 1.HC. In 2013 won de Australiër Michael Rogers, maar hij werd later gediskwalificeerd wegen een te grote hoeveelheid clenbuterol in zijn bloed. Deze editie werd gewonnen door zijn landgenoot Nathan Haas, die de koers in 2011 ook won.

## Deelnemende ploegen
| WorldTour           | ProContinentaal | Continentaal       | Nationaal |
| ------------------- | --------------- | ------------------ | --------- |
| Cannondale          | Drapac          | Aisan              | Japan     |
| Europcar            | Novo Nordisk    | Bridgestone Anchor |           |
| Garmin Sharp        |                 | Shimano            |           |
| Lampre-Merida       |                 | UKYO               |           |
| Sky ProCycling      |                 | Utsunomiya Blitzen |           |
| Tinkoff-Saxo        |                 | Vini-Fantini-Nippo |           |
| Trek Factory Racing |                 |                    |           |

## Uitslag
| Japan Cup 2014 |                         |                     |          |
| Plaats         | Naam                    | Ploeg               | Tijd     |
| Winnaar        | Nathan Haas             | Garmin Sharp        | 4u06'48" |
| 2              | Edvald Boasson Hagen    | Sky ProCycling      | z.t.     |
| 3              | Grega Bole              | Vini-Fantini-Nippo  | z.t.     |
| 4              | Michael Valgren         | Tinkoff-Saxo        | z.t.     |
| 5              | Julián Arredondo        | Trek Factory Racing | z.t.     |
| 6              | Valerio Conti           | Lampre-Merida       | z.t.     |
| 7              | Davide Formolo          | Cannondale          | z.t.     |
| 8              | Moreno Moser            | Cannondale          | z.t.     |
| 9              | Jan Polanc              | Lampre-Merida       | + 5"     |
| 10             | Christopher Juul-Jensen | Tinkoff-Saxo        | + 18"    |
| 11             | Manuele Boaro           | Tinkoff-Saxo        | + 25"    |
| 12             | Daniel Martin           | Garmin Sharp        | + 38"    |
| 13             | Thomas Lebas            | Bridgestone Anchor  | + 48"    |
| 14             | Fumiyuki Beppu          | Trek Factory Racing | z.t.     |
| 15             | Nariyuki Masuda         | Utsunomiya Blitzen  | z.t.     |
| 16             | Steele Von Hoff         | Garmin Sharp        | + 56"    |
| 17             | Chris Sutton            | Sky ProCycling      | z.t.     |
| 18             | Ricardo García          | UKYO                | z.t.     |
| 19             | Bernard Sulzberger      | Drapac              | z.t.     |
| 20             | Paolo Longo Borghini    | Cannondale          | z.t.     |
|                |                         |                     |          |
| 42             | Karsten Kroon           | Tinkoff-Saxo        | + 5'48"  |

## UCI Asia Tour
In deze Japan Cup waren punten te verdienen voor de ranking in de UCI Asia Tour 2014. Enkel renners die uitkwamen voor een (pro-)continentale ploeg, maakten aanspraak om punten te verdienen.
| Positie | 1e  | 2e | 3e | 4e | 5e | 6e | 7e | 8e | 9e | 10e | 11e | 12e | 13e | 14e | 15e |
| Punten  | 100 | 70 | 40 | 30 | 25 | 20 | 15 | 10 | 9  | 8   | 7   | 6   | 5   | 4   | 3   |

1992 · 
1993 · 
1994 · 
1995 · 
1996 · 
1997 · 
1998 · 
1999 · 
2000 · 
2001 · 
2002 · 
2003 · 
2004 · 
2005 · 
2006 · 
2007 · 
2008 · 
2009 · 
2010 · 
2011 · 
2012 · 
2013 · 
2014 · 
2015 · 
2016 ·
2017 ·
2018 ·
2019 ·
2020 ·
2021 ·
2022 ·
2023 ·
2024
 Japan Cup · 
 Ronde van Hainan · 
 Ronde van het Taihu-meer · 
 Ronde van Dubai · 
 Ronde van Qatar · 
 Ronde van Oman · 
 Ronde van Langkawi · 
 Ronde van Taiwan · 
 Ronde van Japan · 
 Ronde van Korea · 
 Ronde van Iran · 
 Ronde van het Qinghaimeer · 
 Ronde van China I · 
 Ronde van China II · 
 Ronde van Almaty · 
 Japan Cup · 
 Ronde van Hainan · 
 Ronde van het Taihu-meer